# Maria Antònia Massanet Mayol
Maria Antònia Massanet Mayol   (Artà, 8 d'octubre de 1980) és una poeta mallorquina i professora de llengua i literatura a secundària.
Considerada com una de les veus més inconformistes i iconoclastes de l'actual literatura balear, va estudiar Teoria de la Literatura i Literatura Comparada a la Universitat de Barcelona, i també un màster en estudis de gènere (Estudis de Dones, de Gènere i Ciutadania). És professora de poesia a l'Aula d'Escriptores de Barcelona i professora de llengua i literatura catalana a un institut de Catalunya.
Va estudiar primària al CEIP Na Caragol (Artà) i secundària a l'IES Llorenç Garcias i Font (Artà). Coordina el cicle de poesia "Poeteca", de Barcelona, i és organitzadora del festival PoésArt d'Artà, Mallorca. Amb el llibre Disseccions emocionals va guanyar l'Art Jove 2006 de poesia en català. Ha publicat El moll de l’os (2012), Batec (2014), Kiribati (2015) i Aus de ramat (2019). També ha publicat poesia a Lectora: revista de dones i textualitat (2007). Col·laborant amb el grup 'Textures', ha creat l'espectacle 'Batecs', basat en el seu poemari Batec.
L'any 2020 va rebre una de les Beques per a la creació literària de la Institució de les Lletres Catalanes pel projecte Anòmia.
Al 2023 ha publicat Flamarades sortiran: antologia de poesia catalana feminista amb Godall Edicions, que recull poemes de 109 autores catalanes.